# Dunaújváros története

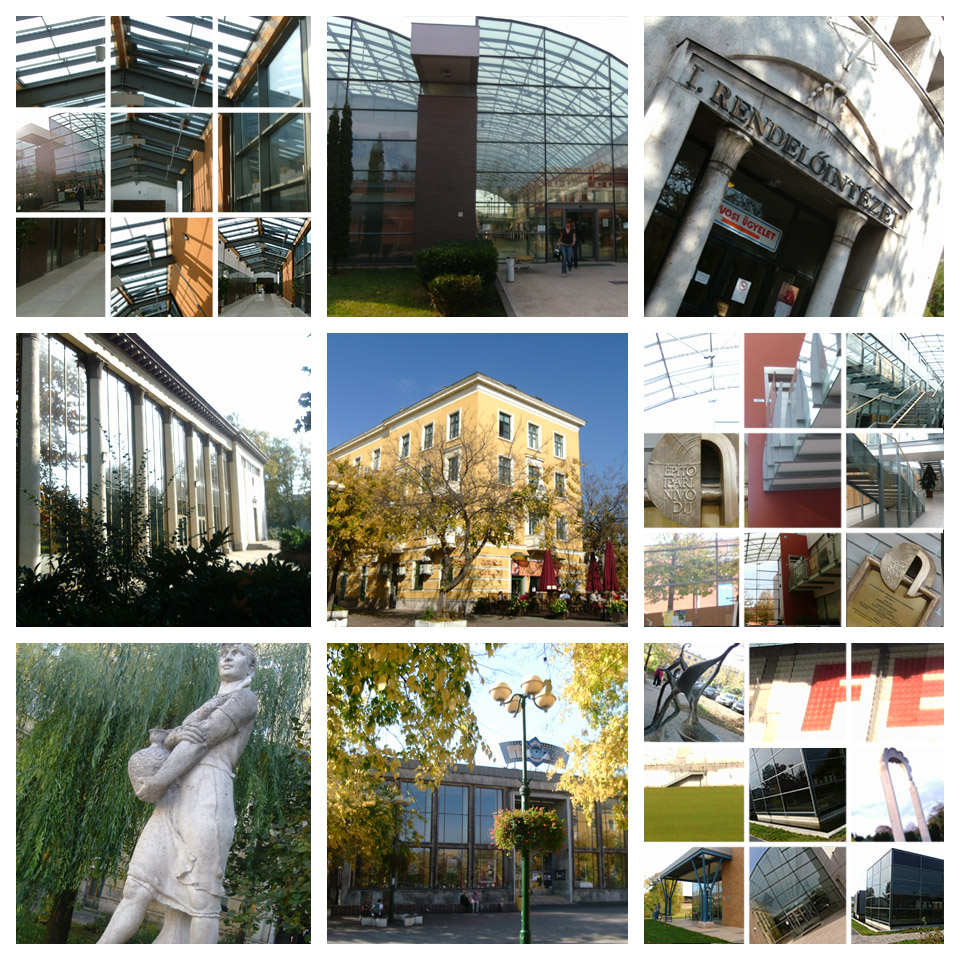
Dunaújváros belvárosa

## Dunaújváros területe az őskorban és az ókorban

### Újkőkor
A dunaújvárosi Intersica Múzeumban nézhetik meg az érdeklődők a tárgyi emlékeket. Fazekas edénykészítés számtalan lelete került elő, agyagból készült a legtöbb.
A kerámiakészítés szép példái a feketére polírozott, "bevágásokkal tagolt vonalkötegdíszítésű" edények. A Zselíz házai több osztatúak voltak, cölöpösek. Egy ház részét tudták csak megmenteni, a római telepásatásban a Papszigeten.
Leletek között vannak még újkőkori csontvázak is.

### Bronzkor
Bronzkori ékszerek és szerszámokat találtak a településen. A korábbi rézkorhoz képest már nem csak formára kalapálták a rezet, hanem ötvözték is antimonnal vagy ónnal.
Az egyik bronzkincs, azaz depólelet lelőhely a Dunaparton, a Radartól délre lévő magas szakasz. 4000 évvel korábban lakott terület volt. A dunaújvárosi Táborállás területén, a Duna-dűlőben középső bronzkori edényeket, korsókat, tálakat, fazekakat találtak.
Bordával és bütykökkel vannak díszítve. Általánosságban elmondható, hogy a főző fazekak kisebbek. A fémművességre jellemző volt ebben a korban is a poncolásos technika.
A középső bronzkorban megjelentek a Vatya leletek. A Vatya-edényművesség egyik jellemzője, hogy az urnáknak különböző az alakja. A bronz ékszerekről, szerszámokról, fegyverekről megállapítható, hogy
öntést, vagy öntőformát alig használtak az elkészítésükhöz. A bronz ékszereket hajlították. A Vatya-házakban a tűzhelyek oválisak, amilyeneket a házakon kívülre, a házak közötti utcákra is raktak.
A késő bronzkorból nem olyan sok lelet maradt fenn, nem volt elhagyott a terület, vannak késő bronzkori kardok, fegyverek, a Dunában találták.

### Vaskor, kelták

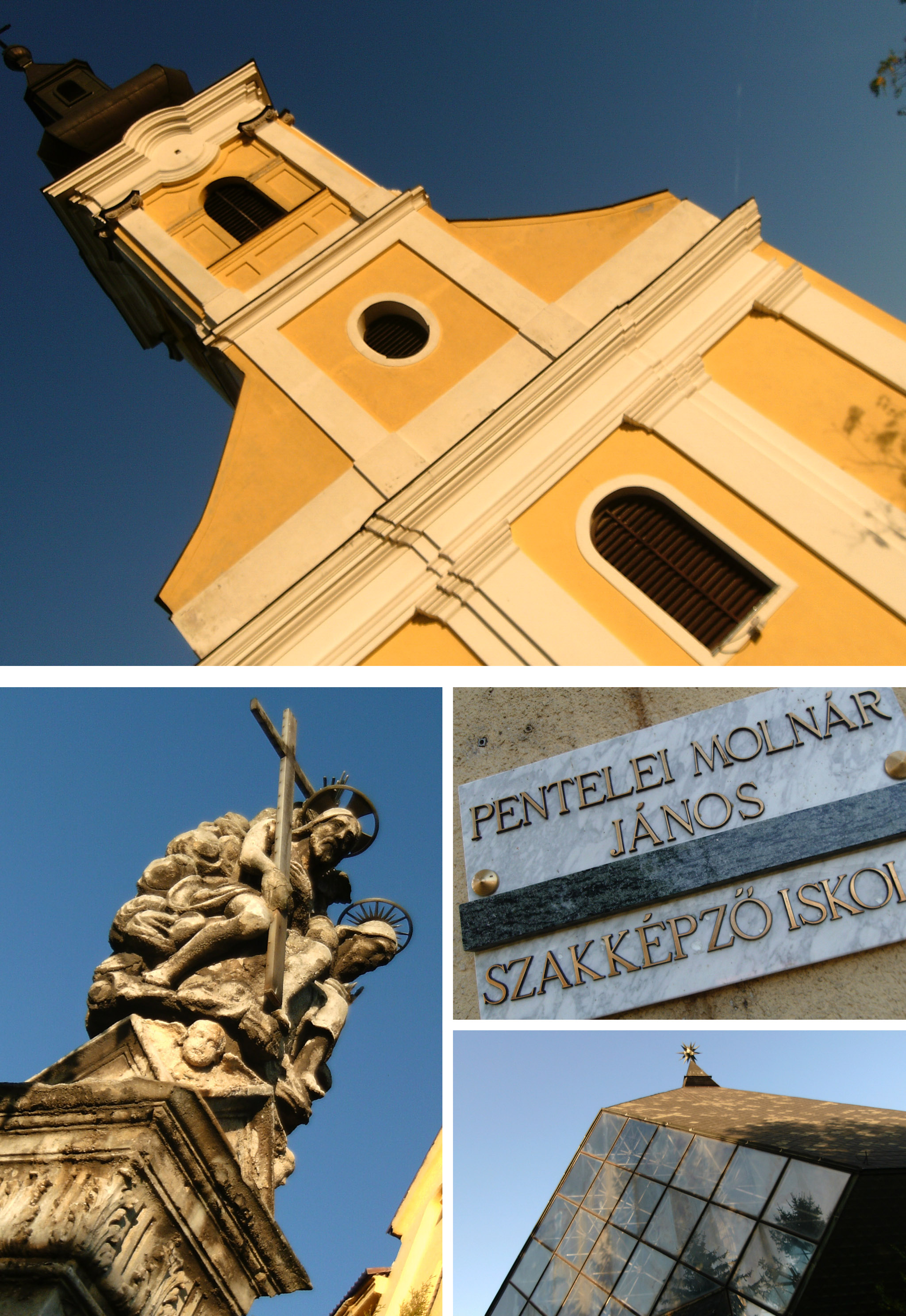
Dunaújváros Óvárosa

A Kr. e. 5. századtól szokták egyesek a késő vaskort számítani, Pannónia (Dunántúl) római megszállást befoglaló időszak. A kelták őshazája Svájc, Franciaország és Németország Svájc felőli része. Kirajzottak Anglia irányába és keletre a mai Csehország irányába.
A harcos keltaiak gyalogosok vagy lovasok kétélű kardot használtak, jól bántak a lándzsával, vaskéssel, pajzzsal. Bronz karcperecet, bokaperecet, övláncot viseltek a keltai nők. Leletek egy része a Magyar Nemzeti Múzeumban van kiállítva.
A dunaújvárosi Duna-dűlőből került elő köpűs vaslándzsa, vasolló, nyélgombos vaskés, azaz borotva, vasfibula. Az Intercisa Múzeumba kettős kúpos csupor került be. A vasművességet felső fokon űzték a helyiek.
Kelta kovácsmesterség olyan tárgyai maradtak fönt, mint az ekepapucs, sarló, kasza, juhnyíró olló. A 3. századtól a kelták már pénzverés mesterségét is űzték, görög mintákat másoltak. A kelta pénzen főleg II. Philipposz makedón vezért alakját formázták meg Zeusz fejjel, aki 359 és 336 között gyakorolta a hatalmat. Elkezdik használni a fazekaskorongot is.
Butyorka János úgy lett híres, hogy Pentele területén egy 300 darab ezüst érmet talált, csak úgy kukoricakapálás során. 240 darab a Magyar Nemzeti Múzeumhoz került, a többi darab hollétéről a családnak nincs tudomása.

### Római kor

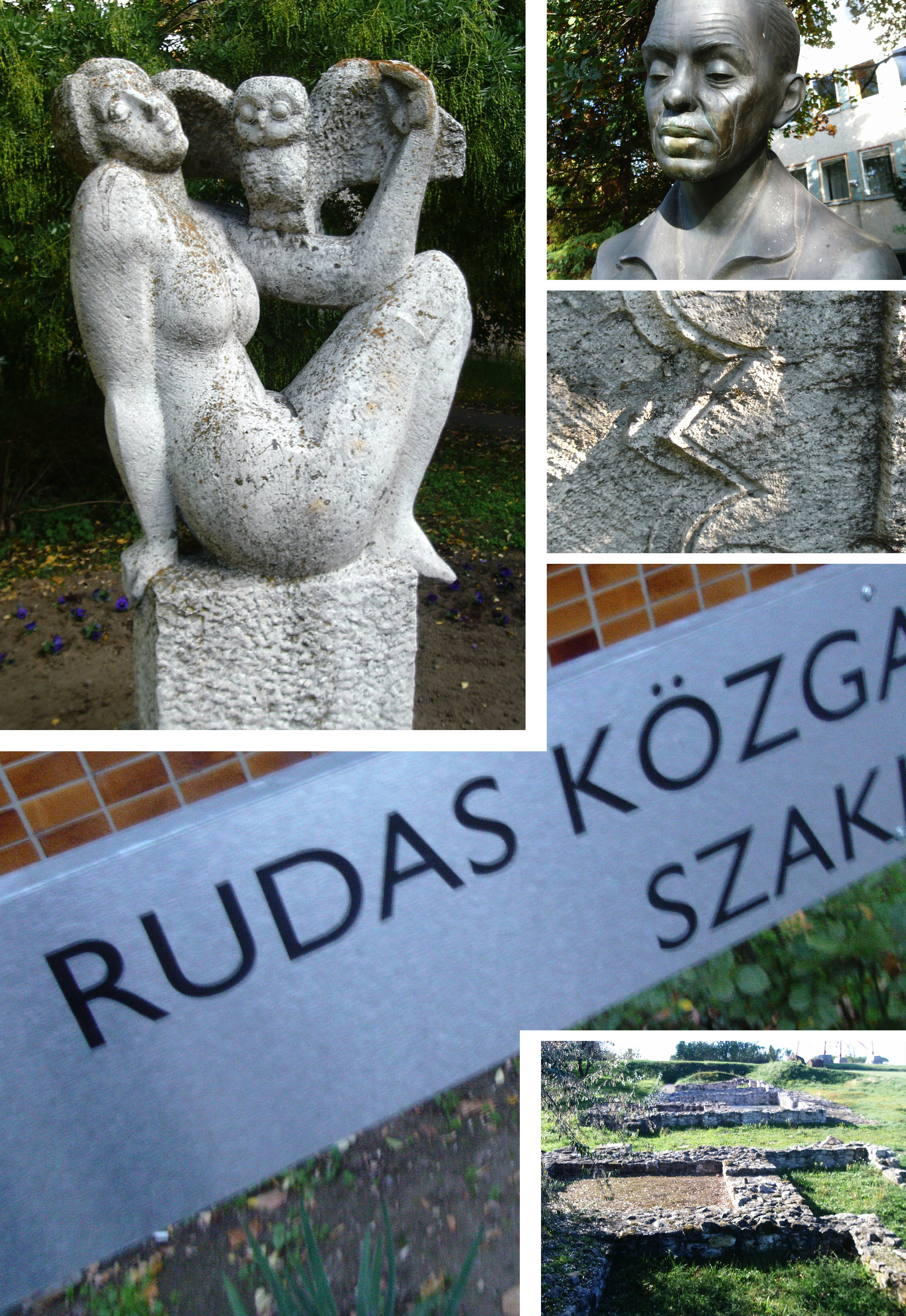
Dunaújváros Római városrész

Kr. e. 31-től Kr. u. 14-ig Augustus császár gyakorolta a hatalmát a terület felett. A dunai folyami szállítás miatt stratégiailag fontos szerephez jutott Pannónia, nem a folyami határok kijelölése vezérelte a rómaiakat a hódításokkor.
Utakat nem építettek korábban, a gyors vízi közlekedési lehetőség miatt a Duna és a Rajna felértékelődött. Claudius római császár alakította meg Pannónia provinciát. Az északi germánok és a szarmaták jó kapcsolatokat ápoltak a rómaiak.
Szövetségi szerződéseket nem csak Claudius, hanem Tiberius is kötött. Római táborok 20 kilométerenként épültek, olyan helyre ahonnan jól belátták a területeket. Ezeken a római táborokon keresztül vezetett az limes-út.
Vespasianus korában küldtek elsőnek csapatot Intercisa területére, a ala Asturum II római katonai csapat állomásozott arra. Domitianus császár személyesen is részt vett a dákok elleni hadjáratokban.
A 117–119 közötti szarmata háború alkalmával fordult elő, hogy ellenséges csapatok tették be lábukat Intercisa területére. Intercisa virágkora 180-tól 260-ig tartott.
A szarmaták gyújtogattak, komoly védelmi lépéseket tettek a rómaiak leverésük után. A római tábort már kőerőd védte. A csapatokat 15 év után Camponába, azaz Nagytéténybe vezényelték. Hadrianus stabilizálta a Római Birodalom határvidékét.
Intercisában 500 fős lovas őrség állomásozott. 167-ben vette kezdetét a markomann-szarmata háború, ami 14 évig húzódott el. Római oldalról Marcus Aurelius császár (161-180) irányította a csapatokat. 178 körül rombolták le az Intercisát, az intercisai erődítményt és néhány környező falut.
Commodus (180-192) idején építették újra a területet. A budai hegyből szállították az építésekhez a követ. A kőből újjáépített erődöt 1000 főnek alakították ki. A kőfalak másfél méter szélesre lettek megépítve. Az oldalkapuk mellett kaputornyot is emeltek.
Bronzszobrokat készítettek Septimius Severusnak (193-211) és Trebonianus Gallusnak (251-253). Császárok 202-ben és 214-ben tettek látogatást Intercisában, mai felgyorsította a terület felvirágzását. Út és csatornahálózatot építettek a rómaiak. A severusi kormányzat engedélyt adott katonáknak is collegiumok létrehozására.
A collegium egy előre kitűzött cél eléréséhez létrehozott közösség.
259-260-ban erős támadás ért Intercisát. A Római Birodalmat külső népek után a germánok is támadták, akik a római határon belülre akartak költözni. A visszaesésen csak Aurelianus (270-275) császár, Probus (276-282) császár, Diocletianus császár (284-305) tudott fordítani. Reformokat hajottak végre, a kereszténységet pedig elismerték.
Germánok vonultak be többször Intercisa területére, 271-ben feladták a rómaiak Dacia területét. II. Constantinus (337-361) császár uralkodása alatt megint egy katonai csapatot küldtek Intercisába. A védőárkok már 9 méterre lettek kialakítva az erőd falától.

## Pentele a középkorban és az újkorban
899. december 8-át követően a magyarok birtokba vették a Dunántúlt a honfoglalással. Kelet frank szövetséges Arnulf 887 és 899 között gyakorolt hatalmat.
Köznépi középkori ruházatot fedeztek fel, ékszer leleteket, nyakpereceket, bronz ruhadíszeket és gyöngyöket találtak Dunapentele területén. Sok emlék a Magyar Nemzeti Múzeumba került.
A dunaújvárosi Öreghegyen ezüstpénz is előkerült. A 11-13. századból olyan falu épületeit tárták fel, amiket a földbe mélyítettek, 3,2 és 3,5 méteresekre lettek kialakítva.
Árpád-kori ékszerek, hajkarikák, lunula, üveggyöngy, fűzött nyaklánc, vassarló, patkó tanúskodik a régi korokról. IV. Kun László (1272-1290), II. Nagy Ottokár cseh király (1253-1278) pénzeit tárták elő.
1238-ban már említettek írásos emlékek Pentelén monostort, amit Szent Pantaleonról neveztek el. A jelenlegi Rácdombon várat emeltek a középkorban. Ebben az időben kőt és fát szintén használtak a várakhoz. Mellette suburbium, váralja falu alakult ki.
A suburbiumból származik III. Niképhorosz aranypénze, azaz solidusa és fülbevalója. III. Niképhorosz bizánci uralkodó volt.

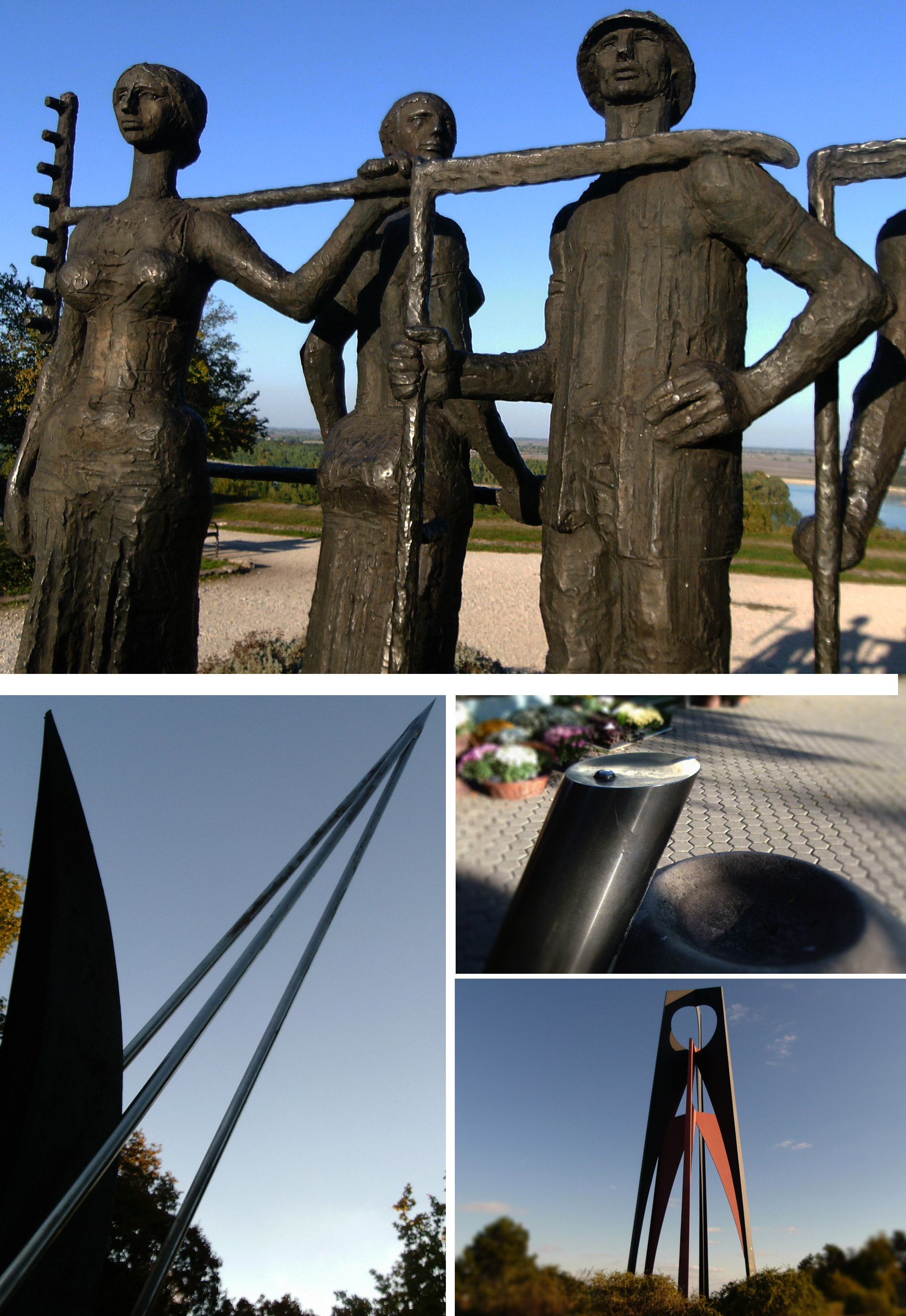
Dunaújváros Felső-dunapartja

### Pentele a Török Birodalom idején
Buda elesett 1541-ben, a hódító Szulejmán török adminisztrációs területeket hozott létre a török hódoltsági földeken. A töröknek egy rendszere volt a polgári és katonai közigazgatásra. Vilájeteket, azaz "tartományokat" jelöltek ki, vezetőjük a mindenkori beglerbég. Voltak beglerbégek, akik a pasa rangot is megszerezték maguknak.
A vilájetek szandzsákból álltak, amiket a mindenkori szandzsákbég tartatott rendben. A szandzsák pedig náhijék ("járás") területekből épültek fel. Jogszolgáltatást kádi végezte, míg a pénzügyi szolgáltatásokat a mál defterdári.
Pentele a budai vilájéba, budai szankzsákjába, budai náhijébe lett adminisztrációs területként jelölve. A budai szandzsákot a következő években foglalták össze írásban: 1546, 1559, 1562, 1570, 1580, 1590, 1613.
Érdekesség, hogy 1546-ban 27 családfőt jegyeztek le, 1563-ban 36-ot. Pentele területének haszonélvezője 1546-ban a szultáni hász-birtok, 1559-ben a korkmazi párkán várnagyának tímár-birtoka, 1562-ben a Hazma bég hász-birtoka, 1580-ban a Memi aga ziámet-birtoka.
1546 és 1559 között sokat növekedettek a földesúri jövedelmek, a kapuadót kibővítették. A kile mértékegységet használták a középkorban, ami 22,25 kiló árpának felel meg. Pentelei lakosság művelte az Adony és Almás (Rácalmás) melletti Szentiván-pusztát is.
1593-ban kitört a háború, ami Pentelét komolyan visszavetette. A Pentele környékbeliek a királyi Magyarország területére menekültek a törökök elől. 1594-ben Szinán török hódító csapataival Pentele irányából akarta megközelíteni Győrt, 1601-ben feladták a törökök a Győr elleni ostromokat. Keresztény seregek elfoglalták Fehérvárat, majd a török állomásokat a Duna mellett.
Maximilian Brandstatter 1608-as emlékéből kiderült a terület elnéptelenedett, ez nem javult 1617-ig.
Szerbek és rácok települtek Pentele területére.
1634-ben Hüszein budai pasa várat építtetett a jelenkori Rácdombon. Tatai és komáromi katonák garázdálkodni jártak Pentele környékére, ennek megakadályozása végett épült a vár. Rajtaütöttek kereskedőkön, Báthory Gábor fejedelem követén Keresztesi Pálon.
1661-ben az 1634-es várat lerombolták keresztények, amíg a törökök keleten csatároztak. A várnak kerek bástyái voltak, derült ki Ottendorff rajzából, kapuzatához tornyokat emeltek. A suburbium körülbelül száz házból állt. Zsámolynak használták a római oltárt, amit Liber Paternek szentelték.

### Pentele felszabadítása

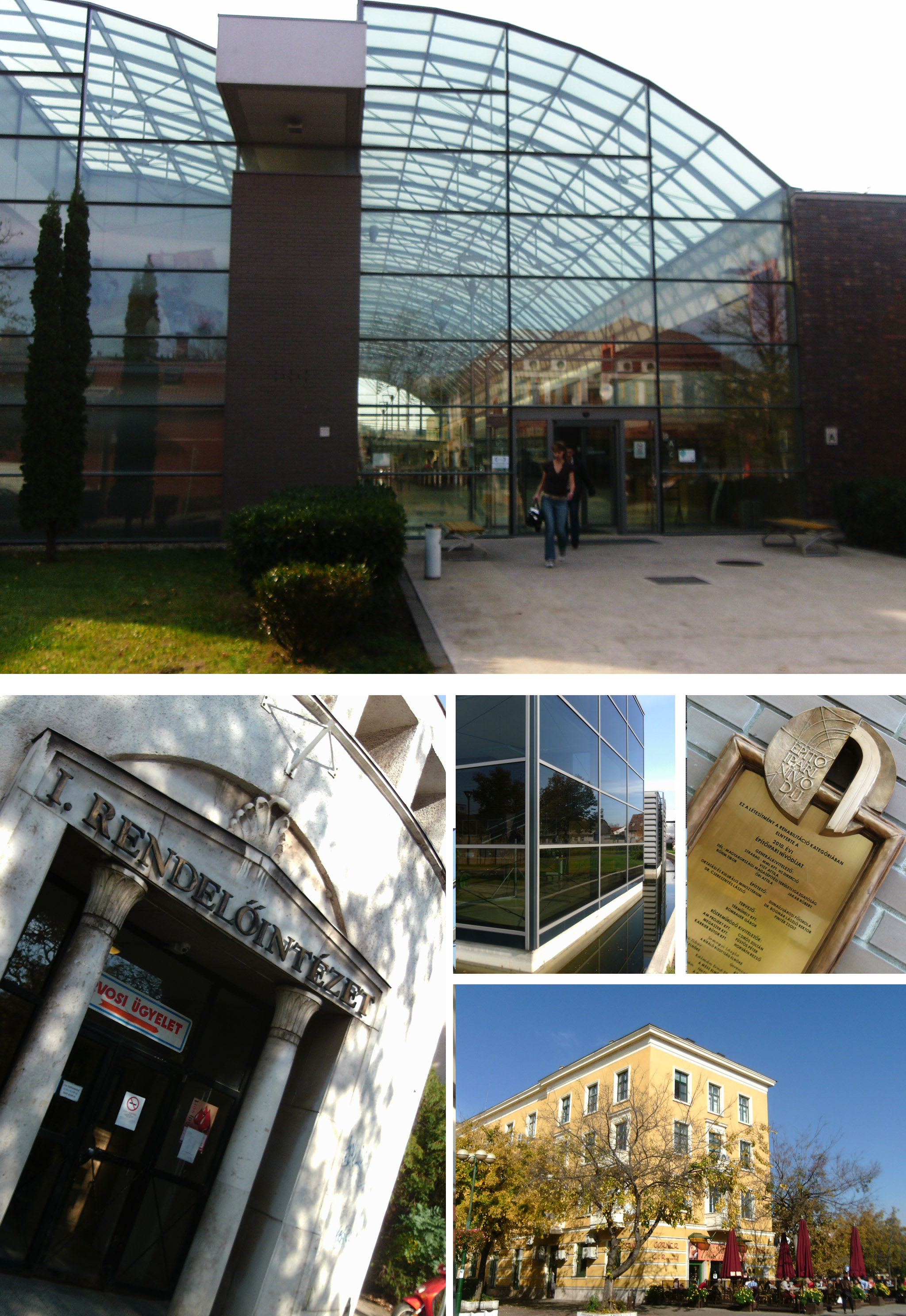
Dunaújváros belvárosa

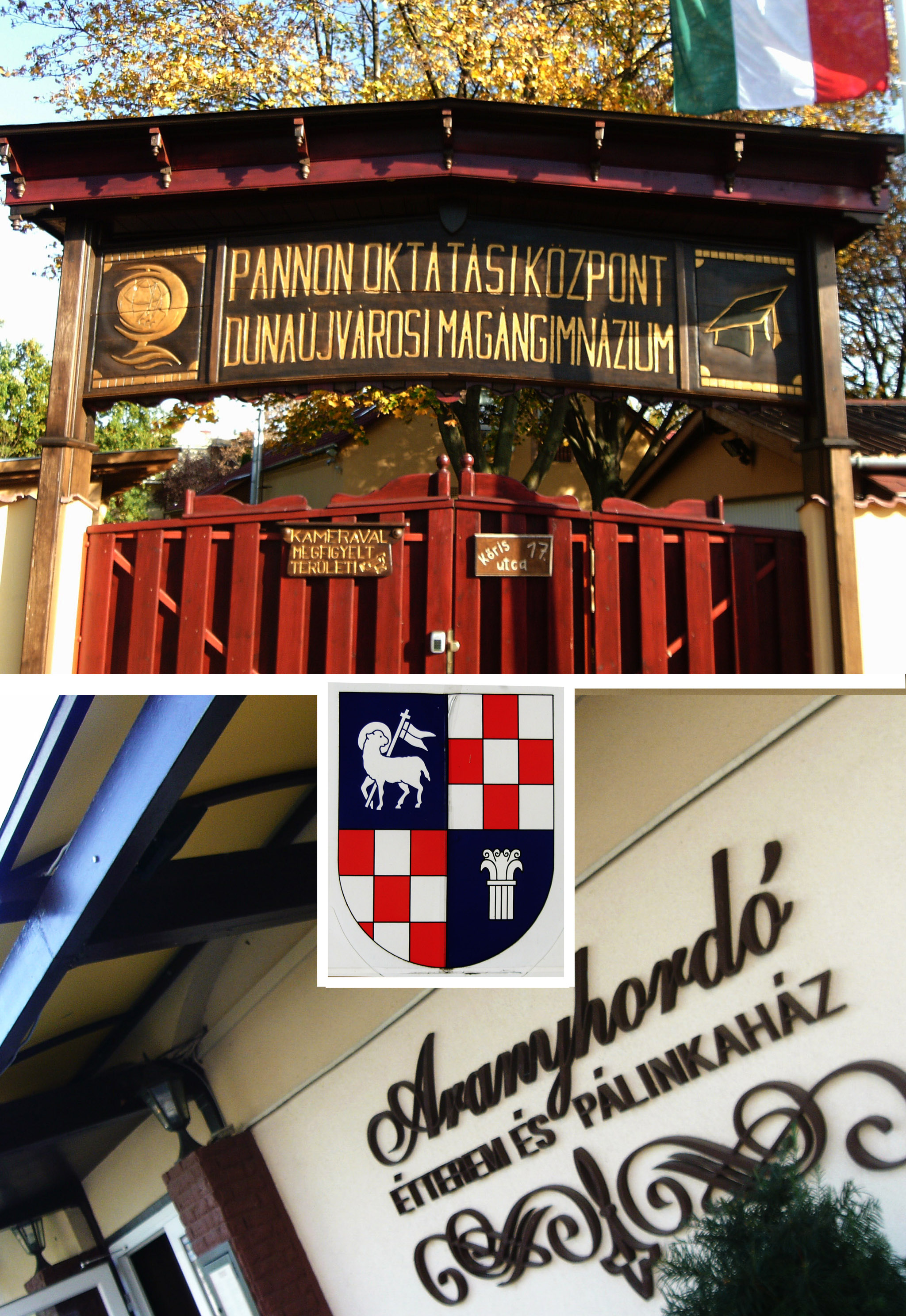
Dunaújváros, Kertváros

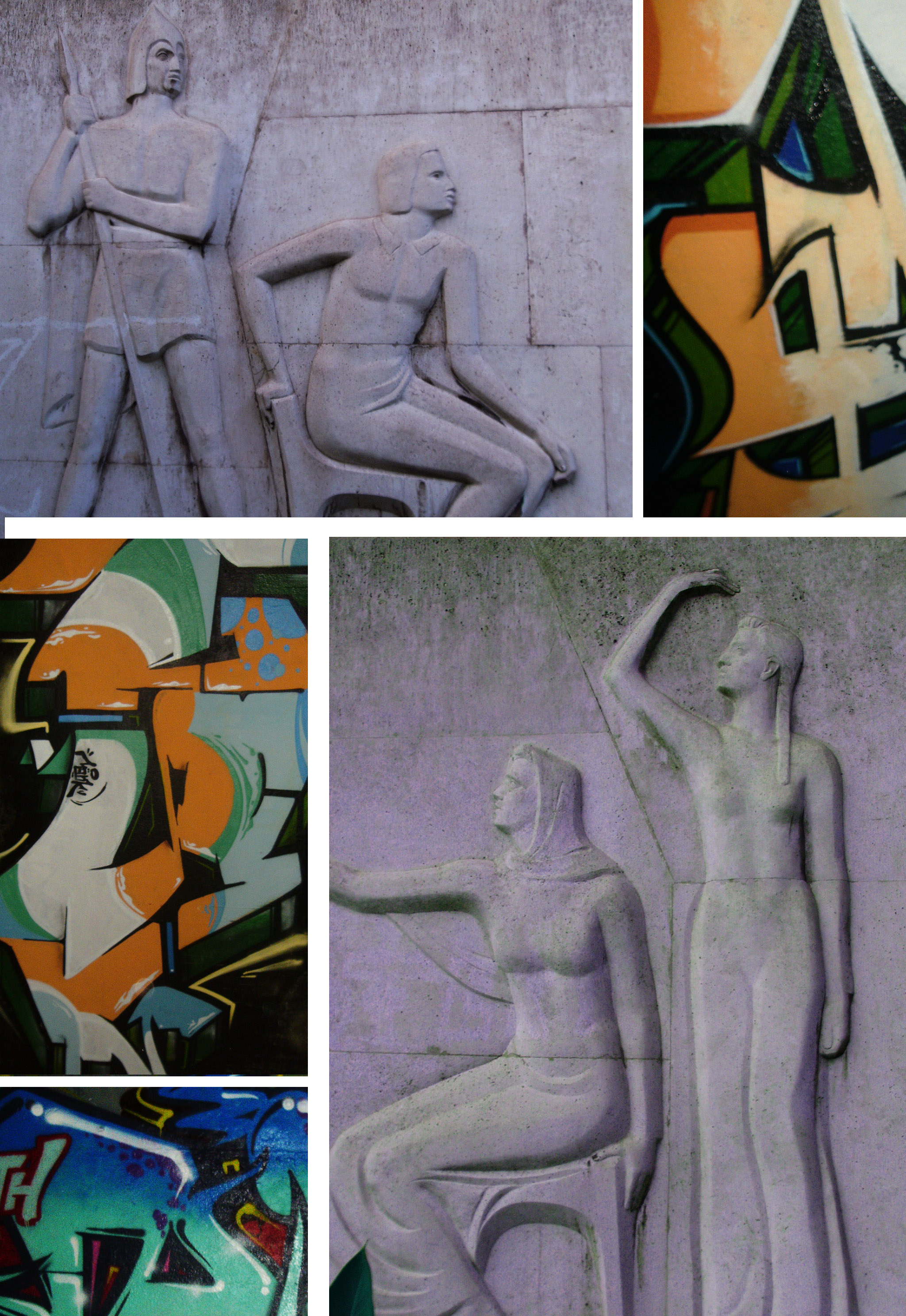
Dunaújváros Technikum városrésze

1686. június 18-án Lotaringiai Károly vezetése alatt a Szent Szövetség katonái Budát támadták. Szulejmán irányította a török utánpótlás csapatait, aki júliusban ért Magyarországra.
1686. július 20-án Pálffy Károly 1500 katonával indult a keresztény hadseregtől felderítésre. Dunaföldvár mellett csapott össze a keresztény és a török sereg, Czobor Ádám lovasaival visszatért Budához az ostromhoz, Pálffy Károly Pentelén állomásozott, aki július 29-én indult vissza. A török sereg 1686. augusztus 10-én, kb. tíz nappal később menetelt Pentelénél.
1686. szeptember 2-án a keresztények elfoglalták Budát.
1687. június 14-én Adonyból Pentelére ért a keresztény sereg, amely augusztus 12-én Mohácsnál győzelmet aratott a törökök felett.
1836-ban kisebb parasztfelkelés volt a településen, amit a hatóságok rövid úton elfojtottak; a fő hangadónak tartott Szórád Márton helyi csizmadiát később két év börtönbüntetésre ítélték.

### Dunapentele az I. világháború időszakában
Dunapentelén sokan negatívan vélekedtek a  háborúról, a földeket asszonyoknak és gyerekeknek és az öregeknek kellett megművelnie. 1914 telén háborús kórházat rendeztek be Gáspár Károly vezetésével. Strasszer Lipót orvos látta el a hadi sebesülteket, a Délvidékről ellátást biztosított. 1916-tól Erdélyből menekültek érkeztek Pentelére.
Penteléről a császári és királyi 26. és 29. gyalogezredhez, kerültek még penteleiek a magyar királyi 17. honvéd gyalogezredhez is.
1916 végéig tíz halottja volt a településről, ketten olasz fronton, nyolcan orosz fronton haltak. 1917-től kezdődött az I. világháború nehéz időszaka. 650 fő vonult be, és 154 fő vesztette életét.
1915-ben orosz hadifoglyokat küldtek Dunapentelére a josefstadti táborból.

### Dunapentele a II. világháború időszakában
A doni katasztrófában Dunapentelén is sokan sok ismerősüket vesztették el.
1944. április 3-án, hajnalban repülős harcok folytak a térség fölött. Egy angol repülőgépet találtak a földbe csapódva Peretsényi Imre tanyájánál, a pilótákat a római katolikus temetőben helyezték nyugalomra.
1944. szeptember 23-án szovjetek jelentek meg Magyarország keleti határánál.
1944. december 2-án Fejér megye területén folytak a csaták a németek és magyarok ellen. 1944. november 23-án Fejér megye "hadműveleti terület"té lett kijelölve. Ez katonai közigazgatást jelentett.
A növényi terméseket nem tudta a lakosság összegyűjteni, nem is vetettek. Az állatok száma is lényegesen visszaesett. Míg 1939-ben Dunapentele községében 750 lovat, 200 csikót, 1250 szarvasmarhát, 32500 szárnyast, 350 borjút, 2450 sertést számoltak, addig 1945-re csak 150 ló, 40 csikó, 198 szarvasmarha, 3200 szárnyas, 12 borjú, 216 sertés maradt.
Heves megyéből a németek két páncélosztályt küldtek Fejér megyébe. A szovjetek szinte akadálytalanul nyomultak előre az ország belseje felé. A 3. Ukrán Front harci alakulatai 1944. december 5-én Ercsinél, Dunaföldváron és még másik négy ponton átértek a Dunán.
1944. december 6-án elesett Dunapentele. Év végére Budapestet is körülvették a szovjetek.
1945 januárjában német alakulatok megkísérelték szétzúzni a Budapestet ostromló szovjet csapatokat. A "Konrád" fedőnév alatt célul tűzték ki, hogy Dunapentelét visszafoglalják.
1945. január 19-én reggelén két SS páncéloshadosztály koncentrált támadással felszabadította Dunapentelét, elérték a Dunát, az ukrán vonalakat széttörve.
1945. január 28-i szovjet ellentámadásban bekerítették a 3. német hadosztály egy részét, Dunapentele ismét szovjet kézre került. Január 31-én a németek eredményesen harcoltak, összeértek egy gránátos csapattal.
1945 februárjában a szovjetek Budapest elleni támadásaira figyeltek. A németek "Tavasz ébredése" fedőnév alatt Dunapentele felszabadítását tűzték ki célul ismét 1945. március 6-i támadással. A tíz napos harcokban mindkét félnél sokan vesztették életüket.
Március 16-án az ukránok Bécs ellen indultak.
1936 előtt Magyarország népessége Európa népességének 2,2 százalékát jelentette, az ipari termelése Európa ipari termelésének a 0,9 százalékát tette ki.
Magyarország ipari termelése csupán 60%-os volt országos szinten, Európa népességéhez, ipari termeléséhez képest. Az 1949-es első ötvenéves terv javította Magyarország adatait.

## Dunaújváros a II. világháború után

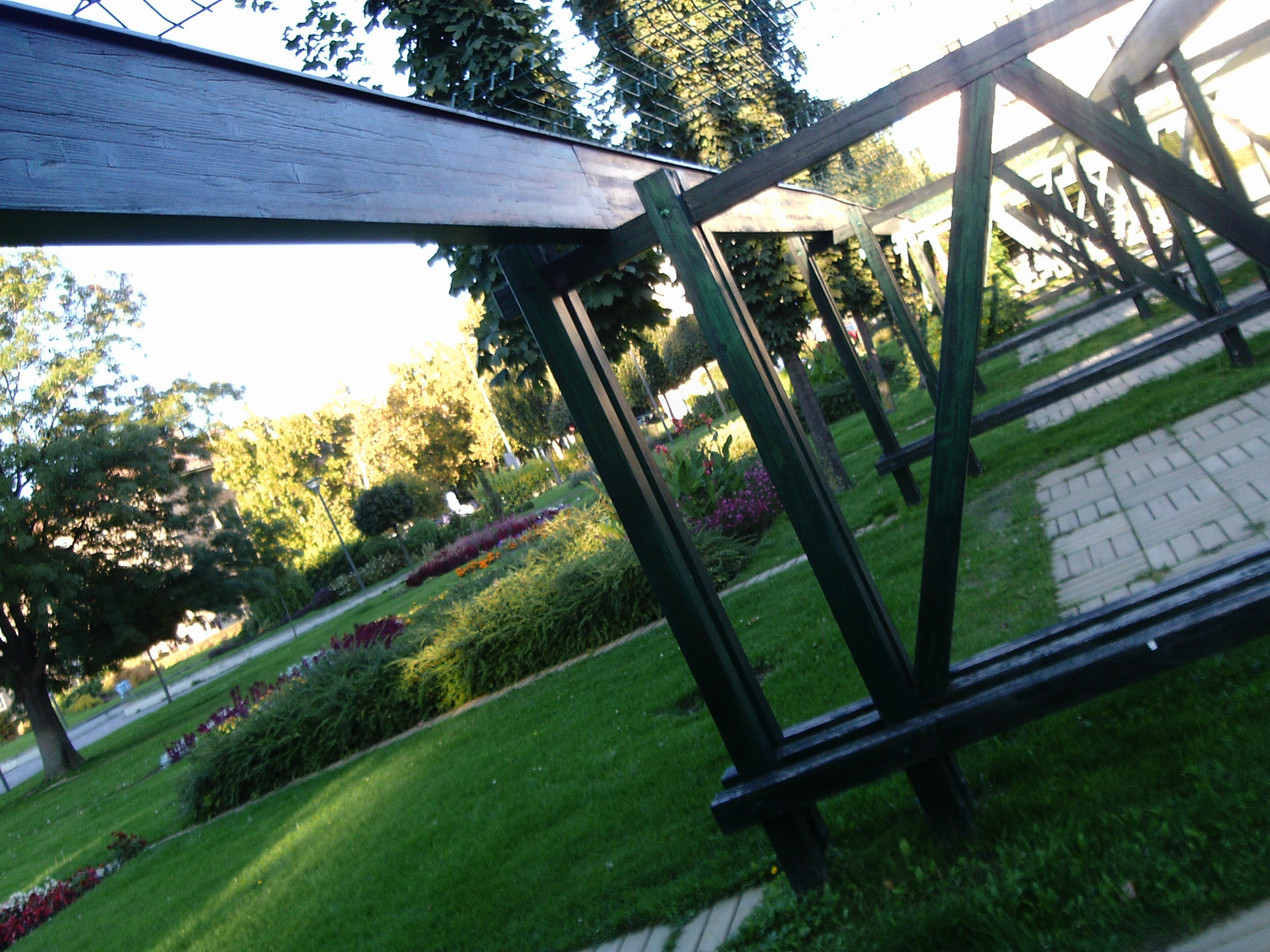
Dunaújváros a 2013-as évben

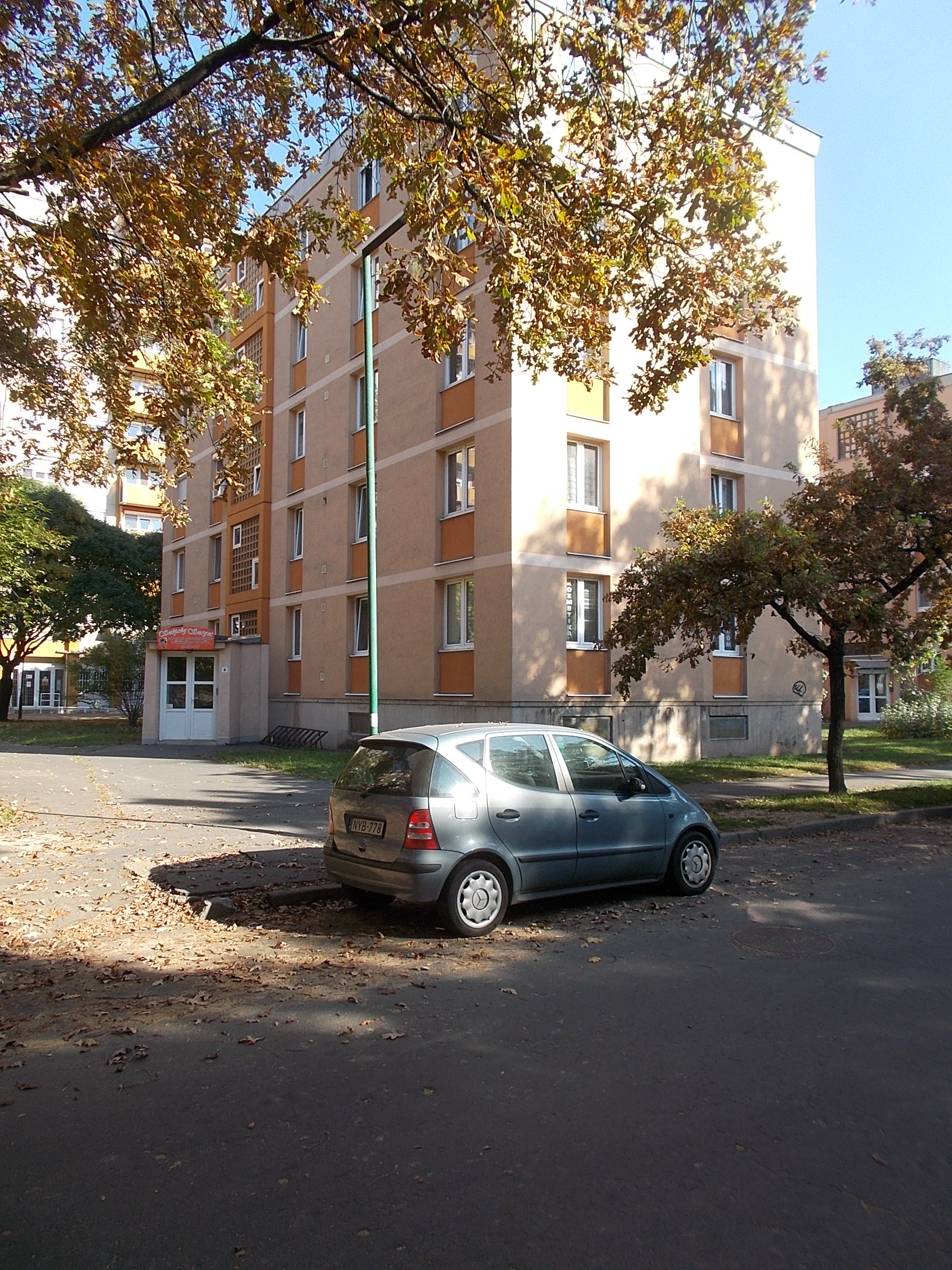
Az ország első panelépületét 1959-ben adták át

A Magyar Dolgozók Pártjának Központi Vezetősége 1949 végén hozott döntést egy új, gigantikus vaskohászati kombinát és a hozzá kapcsolódó lakótelep felépítéséről, amelynek célja az volt, hogy megteremtse a hazai szocialista nehézipart.
Az eredetileg Mohács környékére álmodott beruházásnak a megromlott magyar–jugoszláv kapcsolatok miatt új helyszínt kerestek, így esett a választás a mezőföldi plató szélén álló településre: az első ötéves terv legjelentősebb beruházásaként kezdődött tehát az új város – akkori nevén Sztálinváros – építése Weiner Tibor tervei szerint. 1956. október 24-től forradalmi hangulat uralkodott a városban. A hatalmat valósággal sokkolta a sztálinvárosiak forradalmi hevülete. Tény, hogy a forradalom ideje alatt hazánkban elszaporodott rádióadások közül utoljára a dunapentelei Rákóczi adó szólalt meg. Az ez utáni konszolidációs időszak mérföldköve, hogy a város neve – 1961-től – Dunaújváros. A Sztálin vasműből (még 1956-ban) Dunai Vasmű, majd Dunaferr Zrt., legújabban pedig ISD Dunaferr Zrt. lett. A vállalatcsoport sokáig az ország egyik meghatározó ipari komplexumát üzemeltette, amelynek nagy szerepe van abban, hogy a város az elmúlt évtizedekben megtalálta reális helyét az ország gazdasági-kulturális életében, és a Mezőföld keleti részének jelentős központjává vált.